# Péronne-en-Mélantois
Péronne-en-Mélantois là một xã ở trong tỉnh Nord ở miền bắc nước Pháp. Xã này có diện tích 1,14 kilômét vuông, dân số năm 1999 là 774 người. Xã nằm ở khu vực có độ cao trung bình 33 mét trên mực nước biển.